# 塘岐村
塘岐村（馬拼：Tòung-kiè-tshoung，平話字：Tòng-kiè-chŏng）位於中華民國福建省連江縣馬祖北竿鄉，位於北竿島東南方，為馬祖列島面積最大的沙洲平原，同時為北竿的政治、經濟和行政中心。人口1,325人（2024年8月），佔全鄉超過四成；機關單位如鄉公所、鄉代會、戶政事務所、郵局、中華電信、警察所、衛生所等都設立於此，也是北竿機場、北竿公車總站的所在地。

## 地名由來
塘岐原稱長岐，也稱長岐澳、長岐山，後由長岐轉音成塘岐（長、塘福州話同音）。塘岐的「岐」原指近江有山處，以現今塘岐村靠海，旁邊多山，地貌大致上頗為吻合。塘岐由「攏裡」、「斜坪」、「芹角」、「長岐」等處合併而成。

## 設施與景點
- 北竿鄉公所
- 北竿機場
- 北竿公車總站
- 北竿鄉圖書館
- 北竿塘岐境玉封蕭王府廟：北竿唯一的二層樓廟宇，一樓正殿主祀神為蕭府王爺（蕭望之）[6]。
- 壁山：海拔298公尺，為馬祖列島最高峰，設有觀景台。
- 塘歧境水部尚書公廟：主祀神為宋末民族英雄陳文龍。

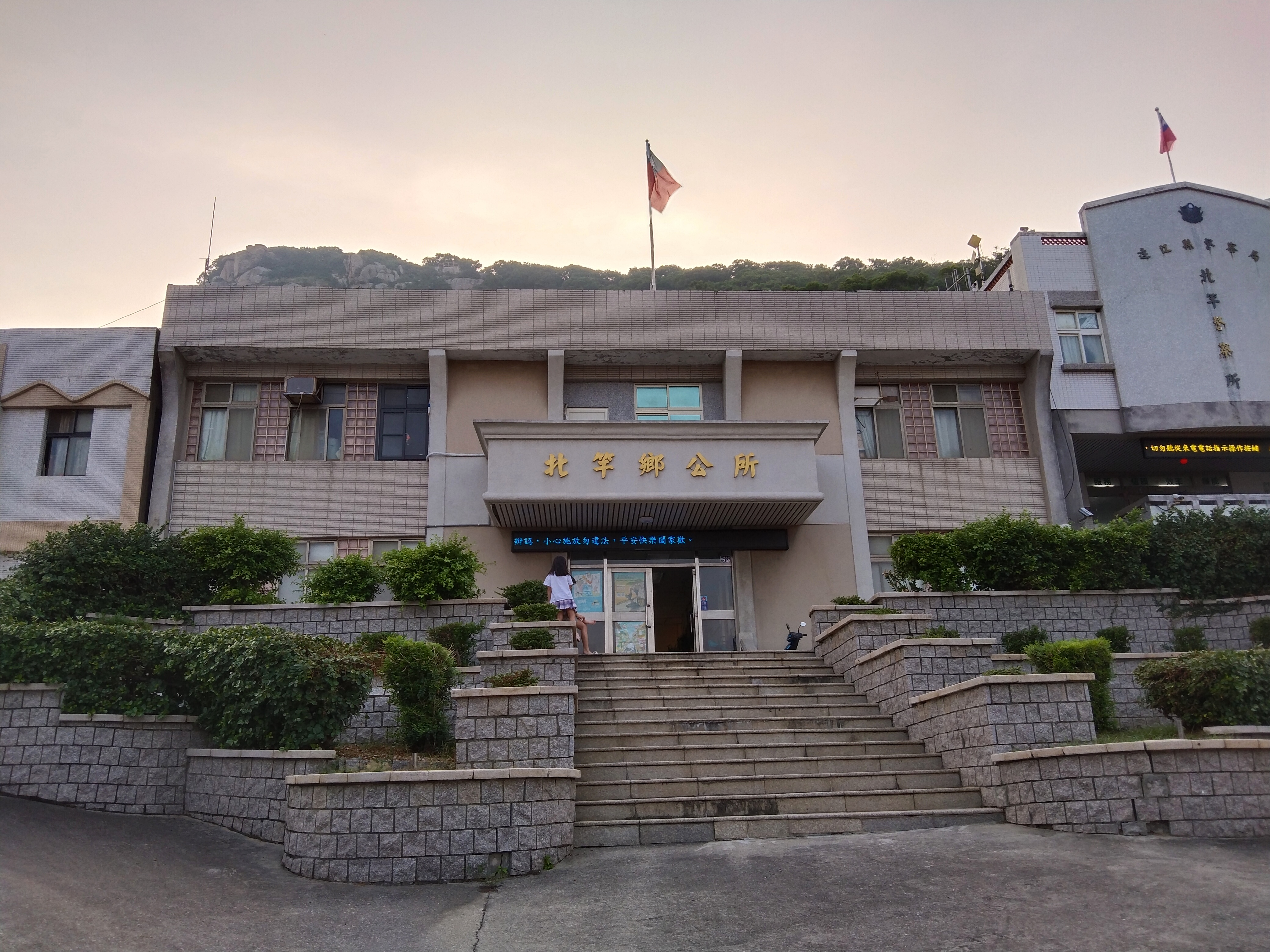
北竿鄉公所
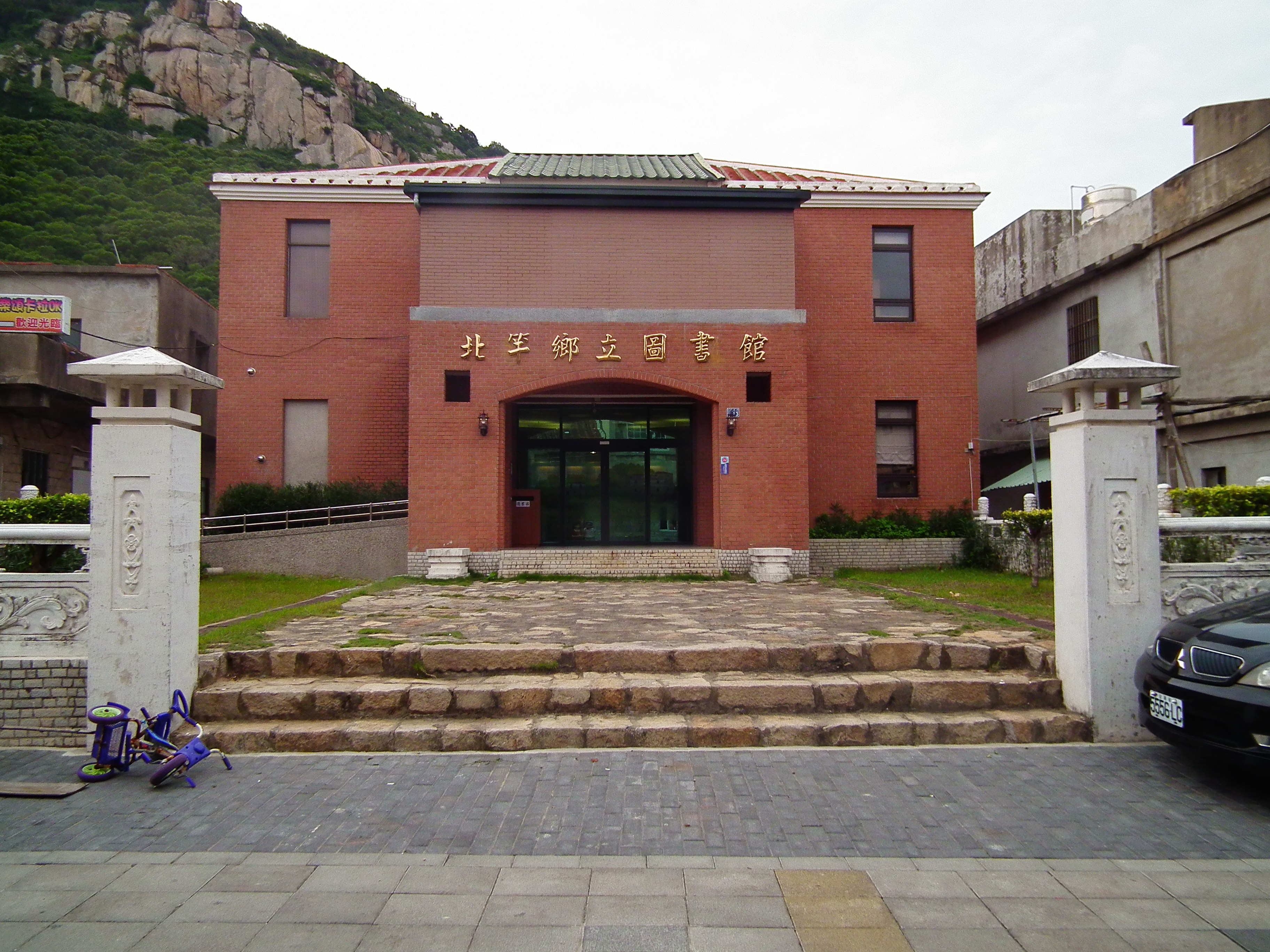
北竿鄉圖書館
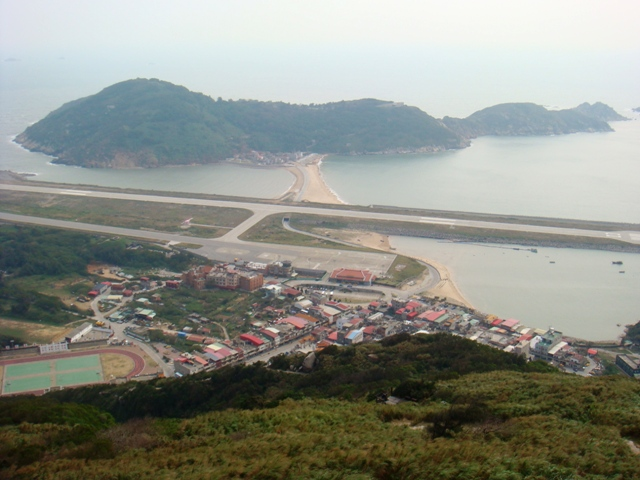
壁山觀景台遠眺塘岐市街（前）、北竿機場（中）、村（後）
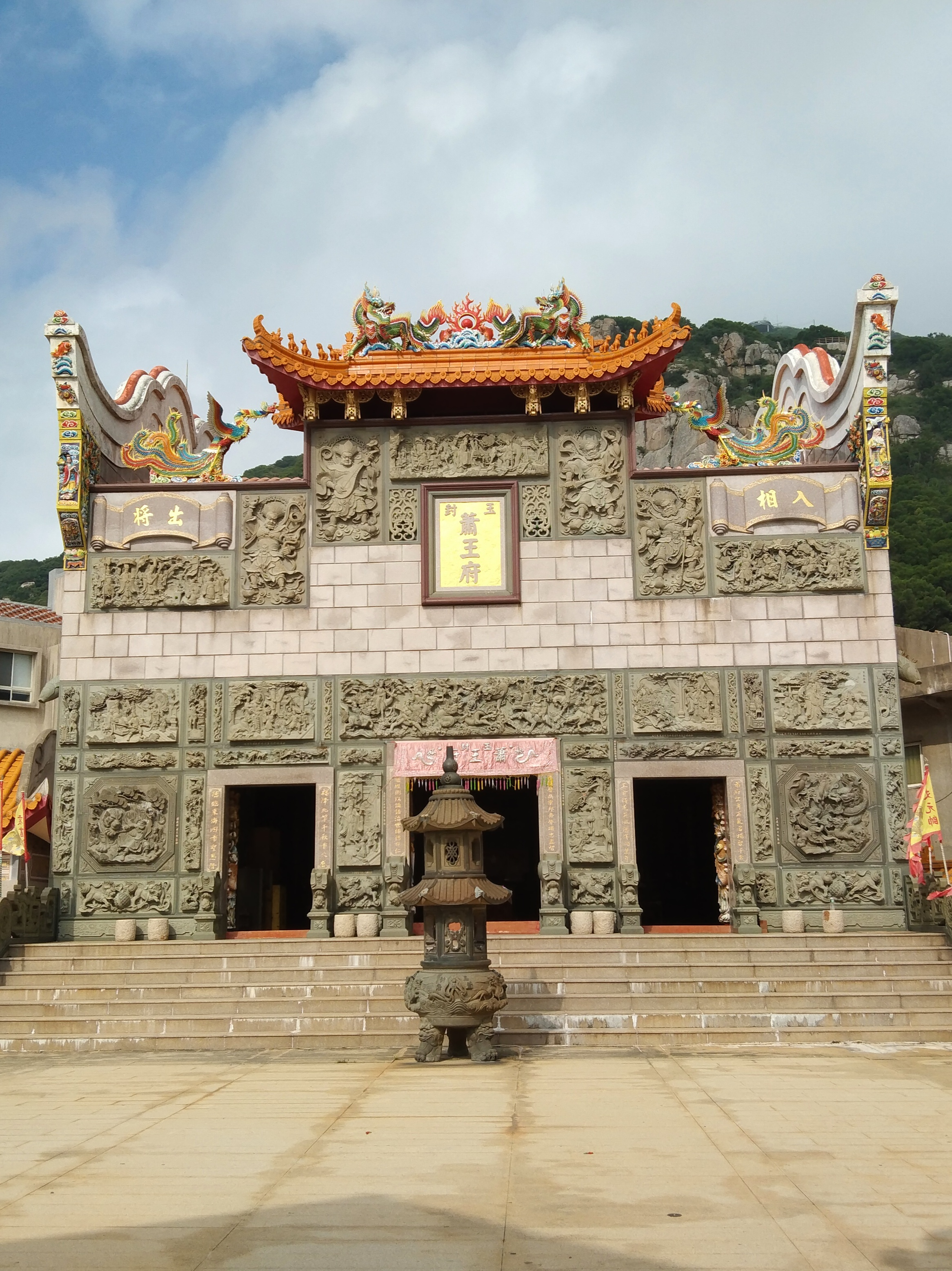
北竿塘岐境玉封蕭王府廟
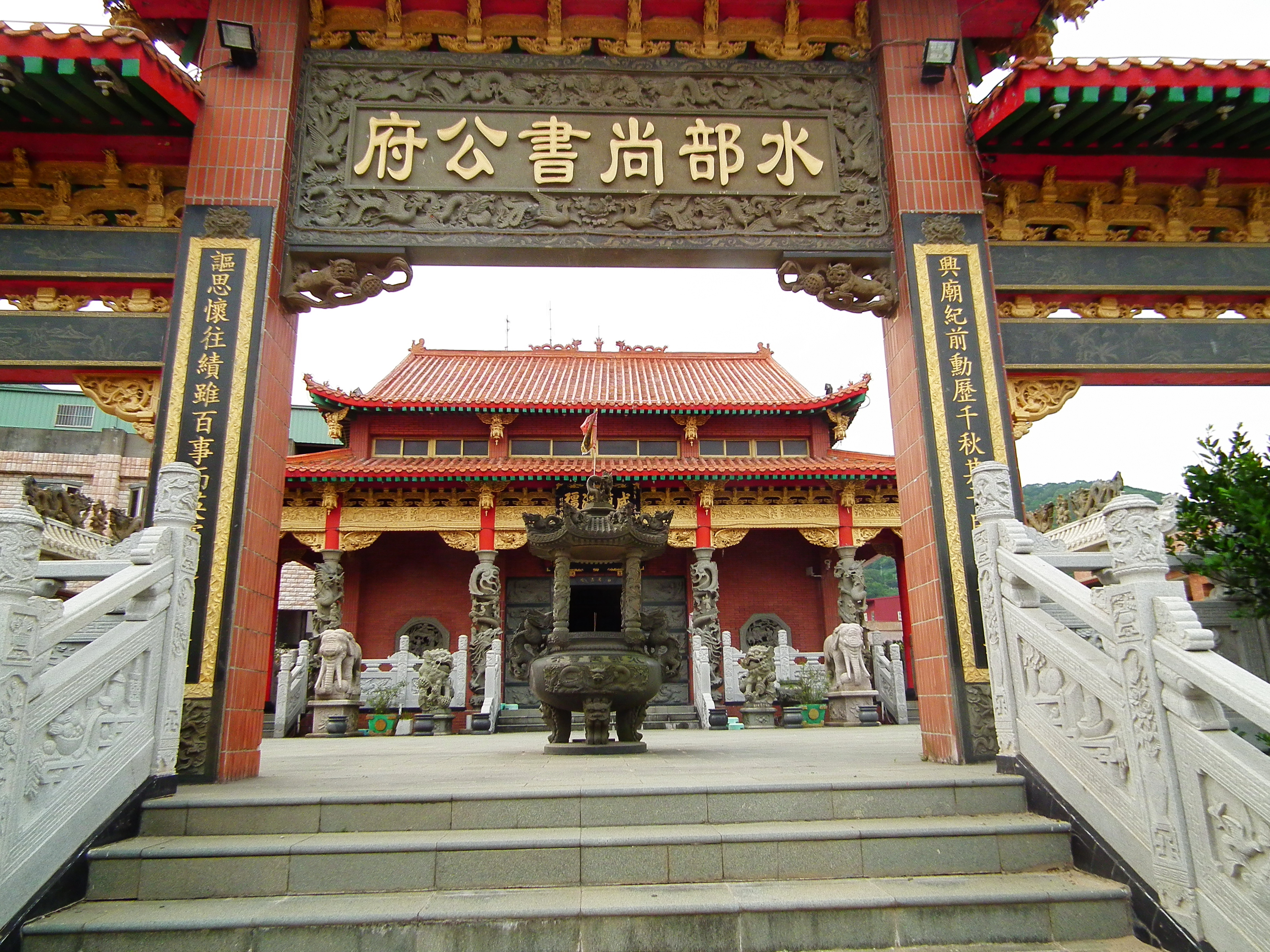
塘歧境水部尚書公廟